# Don Giovanni in Sicilia

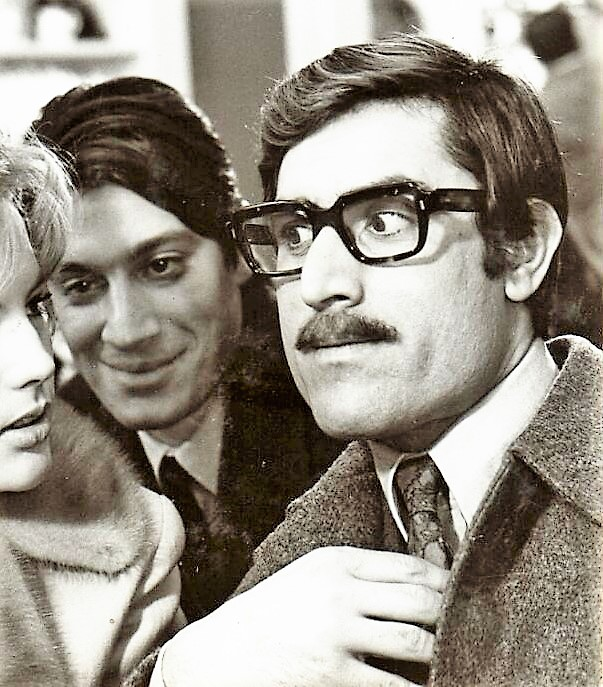
Lando Buzzanca als Giovanni, film uit 1967

Don Giovanni in Sicilia is een roman van Vitaliano Brancati (1907-1954), een Siciliaan uit Syracuse die opgroeide in Catania. De eerste uitgave van het boek dateert van 1941, toen uitgegeven door Rizzoli.
Het hoofdpersonage is Giovanni Percolla, een zelfverklaarde vrouwenveroveraar. Het verhaal speelt zich grotendeels af op twee plaatsen: in Catania en in Milaan; beide plaatsen worden als tegengesteld geplaatst: het warme, zonnige en losse tegenover het koude, regenachtige en gesloten milieu van Milaan, waar mensen lachen met het Siciliaans dialect van Giovanni Percolla. Het hoofdpersonage noemt alle continentale mensen ‘niet-Sicilianen’. 
Het huwelijk van Giovanni Percolla met zijn geliefde Ninetta, Maria Antonietta markiezin van Marconella uit Sicilië, wordt in het boek psychologisch ontleed. De roman kent een open einde, zodat het aan de lezer toekomt te bedenken of Percolla zijn echtgenote verlaat of niet. Het boek ademt een sfeer van Siciliaans haantjesgedrag uit, wat omschreven wordt als gallismo.

## Samenvatting
Giovanni Percolla, het hoofdpersonage, is veertig jaar oud. Hij is vrijgezel in het Catania van de jaren 1930 en kende talrijke flirten zonder ooit een relatie gehad te hebben. Met zijn vrienden praat hij méér over vrouwen dan met vrouwen. De drie zussen van Percolla zijn eveneens vrijgezel en vertroetelen hun broer. Dit gaat tot het verstikkende toe wanneer ze voor hem een grootse toekomst weggelegd zien. Percolla werkt officieel in de stoffenwinkel van zijn oom. Doch door zijn luiheid doet hij er niets. 
Met twee van zijn vrienden trekt hij naar Rome om vrouwen te versieren. Doch snel keren ze terug aangezien Romeinse dames hen bedotten. 
Op een dag geraakt Percolla verliefd op Ninetta, een markiezin uit de buurt van Catania. De liefdesverklaringen lopen stuntelig en ook de huwelijksceremonie is niet feilloos. De pastoor doet een donderpreek. Ze trekken naar Milaan. In Milaan herneemt Percolla zijn oude gewoonte om dames te veroveren. In de salons van Milaan kent Percolla succes. Intussen is Ninetta zwanger. Het echtpaar keert naar Sicilië terug. Het verhaal eindigt in 1939, wanneer Percolla in zijn bed in het ouderlijk huis op zijn eentje mijmert over zijn veroveringen.

## Verfilming
Naast enkele herdrukken kende het boek een verfilming. In 1967 kwam de film uit met de gelijknamige titel, met als regisseur Alberto Lattuada. Lando Buzzanca speelde de rol van Giovanni Percolla.